# Veronika Koller
Veronika Koller (* 2. Februar 1973 in Tokyo, Japan) ist eine österreichische Sprachwissenschaftlerin. Derzeit ist sie Dozentin am Institut für Linguistik und Englische Sprache der Lancaster University, Vereinigtes Königreich.

## Leben
Veronika Koller studierte im Hauptfach Anglistik und im Nebenfach Arabistik/Islamwissenschaft an der Universität Wien, wo sie 1998 ihren Magister-Abschluss machte und 2003 promovierte. Von 2000 bis 2004 war sie Assistenzprofessorin an der Wirtschaftsuniversität Wien. Sie war 2004–2008 Lecturer sowie 2008–2015 Senior Lecturer an der Lancaster University, wo sie seit 2015 Reader in Discourse Studies ist.

## Veröffentlichungen
- Metaphor and gender in business media discourse. A critical cognitive study, 2004, ISBN 1-4039-3291-3
- Lesbian discourses. Images of a community, 2008, ISBN 978-0-415-96095-3
- (als Hrsg., mit Ruth Wodak): Handbook of communication in the public sphere, ca. 2008, ISBN 978-3-11-018832-5
- (mit Erika Darics): Language in business, language at work, 2018, ISBN 978-0-230-29842-2
- (als Hrsg., mit Susanne Kopf und Marlene Miglbauer): Discourses of Brexit, 2019, ISBN 978-1-138-48554-9
- (mit Alexandra Krendel, Jess Aiston): The Language of Gender-Based Separatism, 2023, ISBN 978-1-009-21689-0